# Diego Santilli

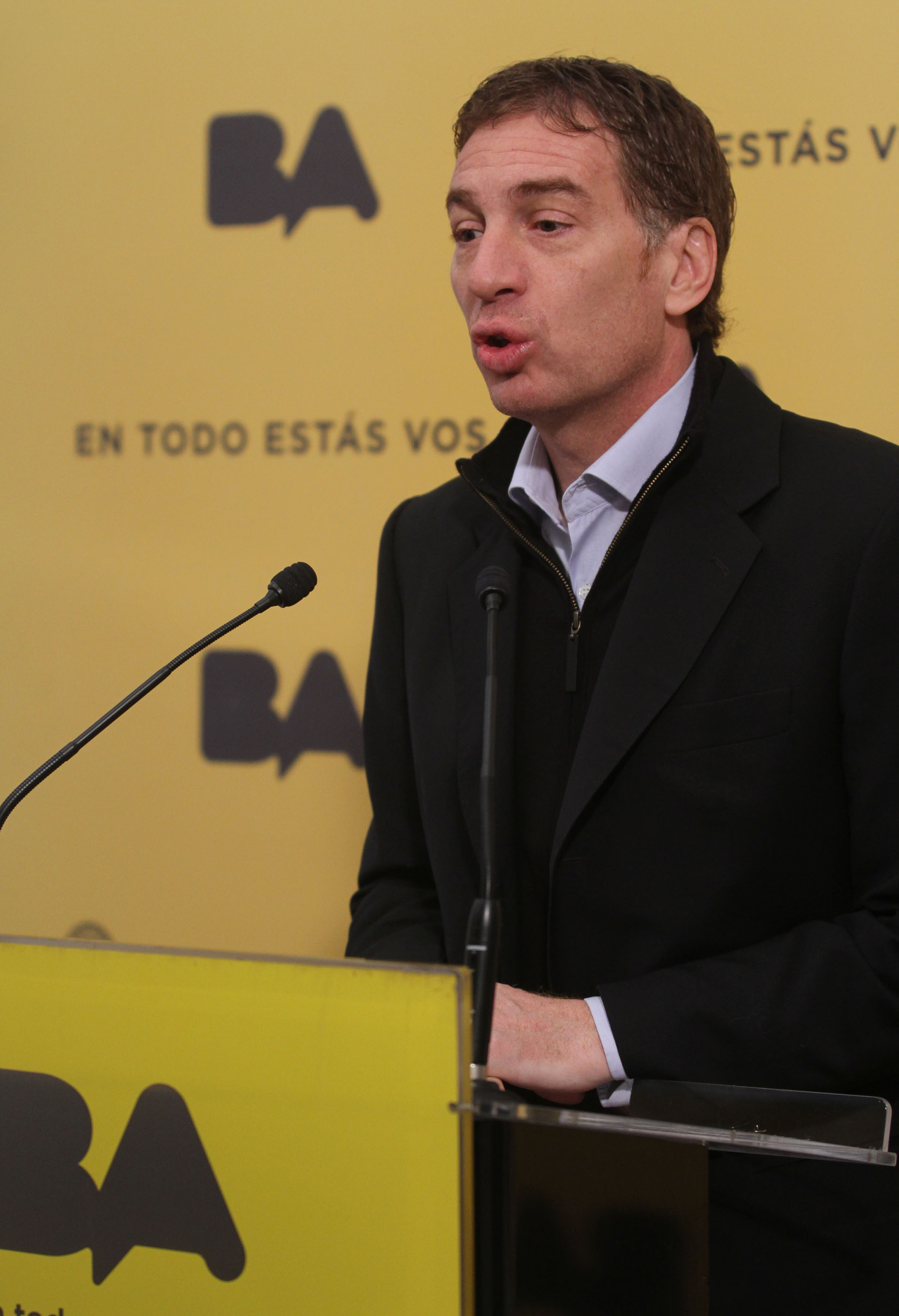
Diego Santilli

Diego César Santilli  (Buenos Aires, 6 de abril de 1967) é um contador público e político argentino, foi vice-chefe de governo da cidade de Buenos Aires de 10 de dezembro de 2015 até 22 de junho de 2021, renunciando para se candidatar a deputado federal pela Cidade Autônoma de Buenos Aires nas Eleições Legislativas de 2021. É filiado ao partido Proposta Republicana.